# 72-й Нью-Йоркский пехотный полк
72-й Нью-Йоркский пехотный полк (72th New York Volunteer Infantry Regiment так же 3nd Excelsior) — представлял собой один из пехотных полков армии Союза во время Гражданской войны в США. Он был одним из полков «Эксельсиорской бригады» Дэниеля Сиклса. Полк прошёл почти все сражения на Востоке и был расформирован 30 июня 1864 года ввиду истечения срока службы. Часть рядовых была переведена в 120-й Нью-Йоркский пехотный полк.

## Формирование
18 мая 1861 года Военный Департамент уполномочил генерала Сиклса сформировать бригаду, и по его поручению полковник Нельсон Тейлор сформировал полк (3-й Эксельсиорский) в лагере Кэмп-Скотт на острове Статен-Айленд. С июня по ноябрь 1861 года роты полка были приняты на службу в федеральную армию сроком на 3 года службы. 11 декабря 1861 года полк получил своё официальное название: «72-й Нью-Йоркский».
Роты полка были набраны: роты А и К в Нью-Йорке, рота В в Джеймстауне, рота С в Вермонте, роты D и E в Данкирке, рота F в Нью-Арке, рота G в Вестфилде, рота Н в Данкирке и Нью-Йорке, рота I в Дели. Рота L была набрана в Дели, Синклерсвилле и Платсберге и была введена в полк только 25 февраля 1862 года.
Первым командиром полка стал полковник Нельсон Тейлор, подполковником Израель Мосес и майором Уильям Стивенс.